# Sportháború
A Sportháború (eredeti cím: Futuresport) 1998-ban bemutatott amerikai televíziós sci-fi, amelyet Ernest Dickerson rendezett.

## Szereplők
| Szereplő     | Színész             | Magyar hang     |
| ------------ | ------------------- | --------------- |
| Tre Ramzey   | Dean Cain           | Stohl András    |
| Alex Torres  | Vanessa L. Williams | Pápai Erika     |
| Obike Fixx   | Wesley Snipes       | Gesztesi Károly |
| Jet          | Valerie Chow        | N/A             |
| Blake Becker | Adrian Hughes       | N/A             |
| Douglas edző | Bill Smitrovich     | N/A             |
| Sythe        | JR Bourne           | N/A             |